# Фред Улман
Фред Улман (на немски: Fred Uhlman, 19 януари 1901 г. – 11 април 1985 г.) е немско-английски писател, художник и адвокат от еврейски произход.

## Биография
Роден е на 19 януари 1901 г. в Щутгарт, Германия, в проспериращо еврейско семейство от средната класа. Учи в университетите на Фрайбург, Мюнхен и Тюбинген. През 1923 г. завършва с диплома по право, последвано от докторат в Canon и гражданско право.
През март 1933 г., 2 месеца след като Хитлер полага клетва като канцлер, Улман се премества в Париж, за да започне нов живот, но среща много трудности. На чужденци не е позволено да заемат платена работа. Улман се прехранва с рисуване и сам продава работите си когато може. По едно време даже допълва доходите си от продажба на тропически риби. Като художник Улман е във възход, но няма купувачи.
През април 1936 г. се премества в Тоса де Мар, малко рибарско селище в Коста Брава, Испания. Скоро след това избухва Испанската гражданска война. През август решава да се върне в Париж, през Марсилия. Там в едно кафене му открадват портфейла с всички пари и документи. Останал като чужденец без гражданство изтърпява много несгоди и опасност да бъде интерниран. Заминава за Париж и скоро, след като портфейла е върнат, вече с документи, на 3 септември 1936 г. Фред Улман заминава за Англия, без пари и без да говори езика. Два месеца по-късно, на 4 ноември 1936 г. се жени за Даяна Крофт, дъщеря на Хенри Крофт (по-късно лорд Крофт), срещу волята на родителите си. Съпрузите остават близки и щастлив за близо петдесет години.
Техният дом Downshire Hill, в Хампстед, Лондон се превръща в любимо културно и артистично място за среща на голяма група бежанци и изгнаници, които, подобно на Улман, са били принудени да напуснат родината си. Той основава немска лига на културата, чиито членове са Оскар Кокошка и Стефан Цвайг.
Девет месеца след избухването на Втората световна война, Улман е интерниран от британското правителство в лагер на остров Ман. Освободен е шест месеца по-късно и отново е заедно с жена си и с дъщеря си, родена докато той е в лагера.

## Творчество
Улман прави първата си самостоятелна изложба в галерия Le Niveau в Париж през 1935 г. В Лондон той излага картини в галерия Zwemmer през 1938 г., от този момент нататък участва редовно в смесени изложби в цяла Великобритания. Ретроспективна изложба на работите му е уредена в Музея на Leighton House в Лондон през 1968 г. Негови работи са показвани в много обществени галерии, включително музея Fitzwilliam в Кеймбридж и музея „Виктория и Албърт“ в Лондон.
Мемоарите на Фред Улман The Making of an Englishman („Създаването на англичанин“) са публикувани през 1960 г.
Улман става колекционер на африканска скулптура много преди изкуството от този континент да е на мода. Прави цяло състояние от колекцията си в момент, когато все още е възможно да се направи със скромни средства.
Дарява колекцията на музея „Нюкасъл“, година преди смъртта си, когато тя е на постоянно изложение.
Фред Улман умира в Лондон на 11 април 1985 г.